# Verordnung (EU) Nr. 305/2011
Die Verordnung (EU) Nr. 305/2011, auch EU-Bauprodukteverordnung (EU-BauPVO) (englisch Construction Products Regulation – CPR), des Europäischen Parlaments und des Europäischen Rates vom 9. März 2011 zur Festlegung harmonisierter Bedingungen für die Vermarktung von Bauprodukten dient der Beseitigung von Handelshemmnissen im Binnenmarkt. Sie legt Bestimmungen fest für die Sicherheit von Gebäuden und anderen Bauwerken und behandelt Aspekte des Gesundheitswesens, der Dauerhaftigkeit und Energieeinsparung, des Umweltschutzes, sowie wirtschaftliche Aspekte und andere wichtige Belange des öffentlichen Interesses. Sie ersetzt die Richtlinie 89/106/EWG und soll die bestehenden Rahmenbedingungen der Mitgliedsstaaten für das Inverkehrbringen von Bauprodukten vereinheitlichen.
Die Bestimmungen der neuen EU-Verordnung beabsichtigen:
- Erfüllung der Kriterien der CE-Kennzeichnung auf Bauprodukten
- Pflicht zur Benennung nationaler Produktinformationsstellen für das Bauwesen
- Erstellung einer Leistungserklärung in Bezug auf die wesentlichen Merkmale des Bauprodukts als Grundlage für die CE-Kennzeichnung
- Konkretisierung der Pflichten der Wirtschaftsakteure (Hersteller, Händler und Importeure)
- Festlegung der Rolle und Zuständigkeiten von Herstellern, Vertriebshändlern, Importeuren, technischen Bewertungsstellen sowie der Marktüberwachung und Behörden der Mitgliedstaaten hinsichtlich der Anwendung dieser EU-Verordnung
- Einführung vereinfachter Verfahren, die eine Kostenreduktion für Unternehmen, insbesondere für kleine und mittlere Unternehmen ermöglichen
- Festlegung eines klaren Rahmens für die harmonisierten technischen Spezifikationen